# Me and the Farmer
Me and the Farmer é uma canção do The Housemartins lançada como um single de seu álbum The People Who Grinned Themselves to Death. Ele alcançou a posição #15 no UK Singles Chart na semana de 12 de setembro de 1987.

## 7 polegadas anúncio de faixa única
- "Me and the Farmer"
- "I Bit My Lip"

## 12 polegadas/cassete lista de única faixa
- "Me and the Farmer"
- "He Will Find You Out"
- "Step Outside"
- "I Bit My Lip"